# Poulains
Als Poulains (von frz. poulain = Fohlen; lat. Pullani, dt. auch Pullanen) bezeichnete man eine Bevölkerungsgruppe im Königreich Jerusalem während der Kreuzzüge.

## Herkunft
Die Poulains unterschieden sich von der „fränkischen“ Oberklasse („Franken“ wurden alle Europäer in den Kreuzfahrerstaaten der Levante von den Muslimen genannt) im Wesentlichen durch ihre Herkunft. Zwar nahm auch die Oberschicht die Lebensgewohnheiten der ortsansässigen Bevölkerung an, aber sie vermischten sich nicht mit der einheimischen Bevölkerung, bzw. dem Adel. Es waren während der ganzen Zeit des Königreichs Jerusalem nur 1000 Barone und Ritter im Heiligen Land. Die Zahl ihrer aus Europa nachgezogenen Verwandten (Greise, Frauen, Kinder usw.) dürften 1000 Leute wohl kaum überstiegen haben. Lediglich die Herrschergeschlechter, so wie kleinere Adelsfamilien in der Grafschaft Edessa und dem Fürstentum Antiochia heirateten in den einheimischen orthodoxen armenischen und griechischen Adel ein. Die fränkische Oberklasse blieb also mit wenigen Ausnahmen rein europäischer Abkunft. Doch die Kreuzzüge wurden nicht nur von Rittern ausgefochten. Es gab die Sergeanten (oder „sergents“: Freisassen, die zum Dienst verpflichtet wurden). Sie siedelten sich nach dem Erfolg des Ersten Kreuzzuges auf den Gütern der neuen Grundherren an. Sie hatten keine edle Herkunft, auf die sie Rücksicht nehmen mussten und heirateten einheimische Christinnen (zumeist griechisch orthodoxen Glaubens), manchmal auch getaufte Sarazeninnen.

## Lebensweise
Um 1150 hatte sich eine eigenständige Bevölkerung aus diesen „Mischlingsbeziehungen“ herausgebildet: Die Poulains. Sie ging in die einheimische Bevölkerung ein. Sie sprachen die Sprache ihrer Väter, Französisch (in solchen Mischlingsbeziehungen war der Mann so gut wie immer Europäer) oder Okzitanisch, und die Sprachen ihrer Mütter, Arabisch, Armenisch oder Griechisch. Um 1180 gab es vielleicht 5000 bis 6000 Sergeanten. Auch kamen aus solchen Beziehungen die Turkopolen hervor. Sie hatten zwar fränkische Eltern, doch stammten sie aus dem Konkubinat, sprich unehelichen Beziehungen. Die Turkopolen sprachen daher die Sprache ihrer Mütter. Sie bildeten Einheiten der leichten Reiterei, nach byzantinischem Vorbild ausgehoben.
Dann gab es noch die „Sodeers“: Söldner, die ebenfalls behaupteten, Franken zu sein.
Zu den Poulains werden letzten Endes auch die Nachkommen von „rein“ europäischen Einwanderern genannt (vergleichbar mit den Kreolen Südamerikas).
Die Poulains nahmen die Lebensweisen (z. B. Bäder, Nahrung usw.) und Sprachen der einheimischen Bevölkerung an. Sie lebten meistens in den Städten und verdienten ihren Lebensunterhalt mit Handel und Handwerk, gelegentlich auch als Bauern.

## Rolle
Die Poulains waren die Stütze des Königreiches Jerusalem. Sie waren die militärische Basis, denn die Muslime und Juden wurden nicht zum Militärdienst herangezogen. Auch waren sie neben den Italienern (Genueser, Venezianer und Pisaner), die in den Hafenstädten sogar eigene Viertel besaßen, die wirtschaftliche Stütze des Landes.